# Савочкин, Пётр Сергеевич
Пётр Сергеевич Савочкин (29 ноября 1905, Промзино, Симбирская губерния — 25 мая 1951, Сурское, Ульяновская область) — лейтенант Рабоче-крестьянской Красной Армии, участник Великой Отечественной войны, Герой Советского Союза (1944).

## Биография
Пётр Савочкин родился 29 ноября 1905 года в селе Сурское (ныне — районный центр в Ульяновской области). После окончания начальной школы работал в колхозе. В 1941 году Савочкин был призван на службу в Рабоче-крестьянскую Красную Армию. С декабря того же года — на фронтах Великой Отечественной войны.
К сентябрю 1943 года младший лейтенант Пётр Савочкин командовал взводом автоматчиков 1183-го стрелкового полка 356-й стрелковой дивизии 61-й армии Центрального фронта. Отличился во время битвы за Днепр. 28 сентября 1943 года взвод Савочкина во время боёв на плацдарме на западном берегу Днепра в районе села Новосёлки Репкинского района Черниговской области Украинской ССР отразил немецкую контратаку. 2-5 октября 1943 года Савочкин со своим взводом неоднократно пробирался в немецкий тыл и неожиданными атаками вызывал панику в рядах противника.
Указом Президиума Верховного Совета СССР «О присвоении звания Героя Советского Союза генералам, офицерскому, сержантскому и рядовому составу Красной Армии» от 15 января 1944 года за «образцовое выполнение боевых заданий командования по форсированию реки Днепр и проявленные при этом мужество и героизм» младший лейтенант Пётр Савочкин был удостоен высокого звания Героя Советского Союза с вручением ордена Ленина и медали «Золотая Звезда».
После окончания войны в звании лейтенанта Савочкин был уволен в запас. Проживал и работал на родине. Скоропостижно скончался 25 мая 1951 года.
Был также награждён рядом медалей.
В честь Савочкина названа улица в Сурском.